# Breitenbach am Inn
Pour les articles homonymes, voir Breitenbach.
Breitenbach am Inn est une commune autrichienne du district de Kufstein dans le Tyrol.